# Шуламіт Алоні
Шуламіт Алоні (івр. שולמית אלוני, араб. شولاميت آلوني, уроджена Адлер; нар. 29 листопада 1928, Кфар-Шмар'ягу, Тель-Авівський округ — пом. 24 січня 2014, Тель-Авів) — ізраїльська політична діячка, феміністка.

## Життєпис
Народилася в сім'ї теслі, вихідця з Польщі. З підліткових років брала участь в соціалістичному русі. Працювала вчителькою, вихователькою дітей-біженців, колумністкою у різних виданнях, вела радіопередачу, присвячену правам людини. У 1965 році була вперше обрана депутаткою Кнесета та в подальшому була депутаткою до 1996 року (з перервою в 1969–1973 роках)
Очолювала Ізраїльський союз споживачів, потім власну партію Рац (Рух за громадянські права), що влилися в 1991 році в партію Мерец (Алоні очолила її парламентську фракцію).
У 1992-1993 роках займала пост міністерки освіти в уряді Іцхака Рабіна, але змушена була піти у відставку через тверду позицію з питання про необхідність поділу держави і релігії; потім до 1996 року займала пост міністерки комунікацій, науки і культури.
Протягом усієї політичної кар'єри була визначною діячкою Ізраїльського руху на захист миру, відстоювала ідеї необхідності діалогу з палестинцями. Була членкинею правозахисної організації Еш Дін. У 2000 році Алоні була присуджена премія Ізраїлю в області державної та громадської діяльності.
Шуламіт Алоні поділяла погляди колишнього президента США Джиммі Картера про те, що Ізраїль проводить політику апартеїду стосовно палестинців.